# Rho de la Corona Boreal
Rho de la Corona Boreal (ρ Coronae Borealis) és un estel de la constel·lació de la Corona Boreal de magnitud aparent +5,40. Visualment està situada al nord de ι Coronae Borealis i al nord-est de θ Coronae Borealis i Alphecca (α Coronae Borealis).
Distant 56,8 anys llum del sistema solar, Rho Coronae Borealis és una nana groga anàleg solar de tipus espectral G0V i 5.855 K de temperatura. De massa pràcticament igual a la massa solar i amb un radi un 35% més gran que el radi solar, té una lluminositat equivalent a 1,70 sols. La seua metal·licitat, basada en l'abundància de ferro, és aproximadament 2/3 de la del nostre estel. Mostra una activitat de cromosfèrica relativament baixa i és un estel de lenta rotació, completant un gir en aproximadament 20 dies; aquest valor és lleugerament inferior al del Sol —25,4 dies. Hom pensa que Rho Coronae Borealis està prop del final de la seva etapa com a estel de la seqüència principal. Això concorda amb la seva edat estimada, al voltant d'11.000 milions d'anys.
Rho Coronae Borealis té un disc circumestel·lar de pols que pot ser similar en composició al Cinturó de Kuiper del Sistema Solar, podent estendre's fins a 85 ua de l'estel.

## Sistema planetari
En 1997 es va anunciar el descobriment d'un planeta extrasolar, denominat Rho Coronae Borealis b, amb almenys la massa de Júpiter, orbitant molt prop de l'estel —amb prou feines a 0,22 ua, una mica més de la meitat de la distància entre Mercuri i el Sol— amb un període orbital de 39,85 dies.
| Company (En ordre des de l'estrella) | Massa (MJ) | Període Orbital (dies) | Eix semimajor (AU) | Excentricitat |
| ------------------------------------ | ---------- | ---------------------- | ------------------ | ------------- |
| Rho Coronae Borealis b               | > 1,04     | 39,845                 | 0,22               | 0,04 ± 0,015  |

S'ha proposat la presència d'un segon planeta més massiu —Rho Coronae Borealis c— en una òrbita exterior. No obstant això, anàlisi astromètrics posteriors suggereixen que el primer planeta podria tenir una massa molt major que la inicialment calculada, al voltant de 115 vegades la massa de Júpiter, no sent en aquest cas un planeta sinó una tènue nana roja acompanyant.